# Christiaan Kramm
Christiaan Kramm, né le 18 avril 1797 à Utrecht et mort le 24 mai 1875 dans la même ville, est un architecte, peintre, collectionneur d'art et historien d'art néerlandais. 

## Biographie
Né le 18 avril 1797 à Utrecht, Christiaan Kramm est d'abord formé au métier d'orfèvre, mais s'exerce au dessin et à la peinture, pour lesquels il se sent le plus attiré.
En 1815, il travaille bénévolement dans l'atelier du peintre Pieter Christoffel Wonder. Bientôt, il est en mesure d'enseigner lui-même le dessin dans les meilleures familles d'Utrecht. En 1820, il dessine les plans d'un théâtre à Utrecht et, quelques années plus tard, ceux d'une caserne. En 1823, il réalise un dessin architectural. En 1826, il est nommé directeur de l'école d'architecture de la ville d'Utrecht et exerce peu après la profession d'architecte. De nombreux grands bâtiments et maisons sont construits sous sa direction, et il continue également à peindre et à restaurer des tableaux anciens, dans lesquels il atteint un haut niveau de perfection. Il réalise de nombreux portraits et miniatures de contemporains célèbres.
Auteur de plusieurs publications, le livre De levens en werken der Hollandsche en Vlaamsche Kunstschilders, Beeldhouwers, Graveurs en Bouwmeesters van den vroegsten tot op onzen tijd (1857-1864, 7 volumes avec 1773 pages), son œuvre principale, est l'œuvre de toute sa vie.
Christiaan Kramm meurt le 24 mai 1875 dans sa ville natale.